# Coppa Italia 1936/1937
Čtvrtý ročník Coppa Italia (italského fotbalového poháru) se konal od 25. října 1936 do 6. června 1937. Soutěž skončila vítězstvím Janova, který porazil ve finále Řím 1:0. Nejlepším střelcem se stal italský hráč Aldo Boffi (Milán), který vstřelil 7 branek.

## Účastníci

### Serie A
| - Alessandria - Ambrosiana-Inter - Bari - Boloňa | - Fiorentina - Janov - Juventus - Lazio | - Lucchese - Milán - Neapol - Novara | - Řím - Sampierdarenese - Turín - Triestina |

### Serie B
| - Aquila - Atalanta - Benátky - Brescia | - Catania - Catanzarese - Cremonese - Livorno | - Messina - Modena - Palermo - Pisa | - Pro Vercelli - Spezia - Verona - VP Viareggio |

### Serie C
| - Acqui - Anconitana-Bianchi - Andrea Doria - Asti - Baracca Lugo - Bagnolese - Benevento - Biellese - Cantieri Tosi - Carpi - Carrarese - Cerignola - Civitavecchia - Corniglianese - Cosenza - Crema - Cusiana - Derthona - Entella | - Falck - Fanfulla - Fano - Fiumana - Foggia - Forlì - Forlimpopoli - Fortitudo Terst - Gallaratese - Grion Pula - Grosseto - Imperia - Jesi - Lecce - Lecco - Legnano - Le Signe - Rimini - Macerata | - Manfredonia - Mantova - Marzotto Valdagno - MATER - Molfetta - Monza - Padova - Parma - Piacenza - Pinerolo - Pistoiese - Pontedecimo - Pontedera - Ponziana - Potenza - Prato - Pro Gorizia - Pro Patria - Ravenna | - Reggiana - Rivarolo - Rovigo - Salernitana - Sanremese - Savona - Sempre Avanti - Seregno - Sestrese - SIAI Marchetti - Siena - SPAL - Taranto - Treviso - Udinese - Vado - Varese - Vigevano - Vicenza |

## Zápasy

### Kvalifikace
Zápasy byly na programu 25. října 1936.
Kvalifikačního kola se účastnilo 24 klubů ze 3. ligy.
Poznámky
|  | Postup do dalšího kola |

| Domácí             | Výsledek | Hosté        |
| ------------------ | -------- | ------------ |
| Anconitana-Bianchi | 5:2      | Rimini       |
| Asti               | 3:1      | Acqui        |
| Corniglianese      | 0:1      | Sestrese     |
| Entella            | 2:1      | Andrea Doria |
| Foggia             | 2:0      | Benevento    |
| Forlì              | 2:1      | Forlimpopoli |
| Parma              | 2:1      | Monza        |
| SPAL               | 4:1      | Carpi        |
| Reggiana           | 2:1      | Varese       |
| Cantieri Tosi      | 1:2      | Lecce        |
| Udinese            | 4:3      | Vicenza      |
| Vigevano           | 2:1      | Legnano      |

### 1. kvalifikační kolo
Zápasy byly na programu mezi 15. a 19. listopadu 1936.
| Domácí             | Výsledek     | Hosté             |
| ------------------ | ------------ | ----------------- |
| Fiumana            | 2:0          | Udinese           |
| SPAL               | 3:4 v prodl. | Rovigo            |
| Fortitudo Terst    | 1:2          | Pro Gorizia       |
| Treviso            | 1:2 v prodl. | Marzotto Valdagno |
| Padova             | 2:0          | Grion Pula        |
| Mantova            | 4:0          | Ponziana          |
| Fanfulla           | 5:1          | Falck             |
| Vigevano           | 4:0          | Cusiana           |
| Parma              | 4:3          | Biellese          |
| Ravenna            | 5:2 v prodl. | Baracca Lugo      |
| Piacenza           | 5:1          | Gallaratese       |
| SIAI Marchetti     | 2:0          | Pro Patria        |
| Reggiana           | 4:2          | Lecco             |
| Seregno            | 3:1          | Crema             |
| Savona             | 2:1 v prodl. | Pinerolo          |
| Sanremese          | 4:0          | Asti              |
| Entella            | 1:0          | Rivarolo          |
| Carrarese          | 1:1 a 0:2    | Derthona          |
| Sestrese           | 2:1          | Vado              |
| Pontedecimo        | 2:1          | Imperia           |
| Anconitana-Bianchi | 4:3          | Pontedera         |
| Macerata           | 4:3 v prodl. | Fano              |
| Siena              | 3:0          | Prato             |
| Jesi               | 3:0          | Sempre Avanti     |
| Le Signe           | 2:1          | Grosseto          |
| Pistoiese          | 0:0 a 0:0    | Forlì             |
| Civitavecchia      | 1:1 a 0:4    | Molfetta          |
| Foggia             | 4:0          | Bagnolese         |
| Lecce              | 2:1          | Salerniatana      |
| MATER              | 0:0 a 1:1    | Cerignola         |
| Manfredonia        | 0:2          | Potenza           |
| Taranto            | 1:2          | Cosenza           |

### 2. kvalifikační kolo
Zápasy byly na programu mezi 8. a 17. prosince 1936.
| Domácí      | Výsledek     | Hosté              |
| ----------- | ------------ | ------------------ |
| Savona      | 0:0 a 1:3    | Sanremese          |
| Entella     | 9:0          | Derthona           |
| Sestrese    | 2:1          | Pontedecimo        |
| Fiumana     | 3:0          | Rovigo             |
| Pro Gorizia | 3:0          | Marzotto Valdagno  |
| Padova      | 3:3 a 0:0    | Mantova            |
| Vigevano    | 0:1          | Fanfulla           |
| Parma       | 3:0          | Ravenna            |
| Piacenza    | 4:0          | SIAI Marchetti     |
| Reggiana    | 3:1 v prodl. | Seregno            |
| Seregno     | 1:2 v prodl. | Anconitana-Bianchi |
| Siena       | 2:5          | Jesi               |
| Le Signe    | 1:3          | Pistoiese          |
| Molfetta    | 5:2          | Foggia             |
| Lecce       | 0:0 a 0:2    | Cerignola          |
| Potenza     | 4:0          | Cosenza            |

### 3. kvalifikační kolo
Zápasy byly na programu mezi 24. prosince 1936 a 6. ledna 1937.

Účastnilo se jí všechny kluby ze Serie B.
| Domácí             | Výsledek  | Hosté        |
| ------------------ | --------- | ------------ |
| Jesi               | 2:2 a 0:3 | Fanfulla     |
| Parma              | 0:1       | Aquila       |
| Pisa               | 6:2       | Entella      |
| Spezia             | 2:2 a 2:2 | Cremonese    |
| Molfetta           | 2:2 a 2:0 | Brescia      |
| Mantova            | 0:1       | Fiumana      |
| Verona             | 3:1       | Pro Gorizia  |
| Catania            | 1:0       | Cerignola    |
| Piacenza           | 3:1       | VP Viareggio |
| Reggiana           | 4:2       | Messina      |
| Sanremese          | 3:0       | Pro Vercelli |
| Sestrese           | 2:0       | Pistoiese    |
| Anconitana-Bianchi | 4:1       | Catanzarese  |
| Livorno            | 4:0       | Atalanta     |
| Benátky            | 4:2       | Modena       |
| Palermo            | 1:0       | Potenza      |

### Šestnáctifinále
Zápasy byly na programu mezi 24. prosince 1936 a 6. ledna 1937.

Účastnilo se jí všechny kluby ze Serie A.
| Domácí             | Výsledek     | Hosté       |
| ------------------ | ------------ | ----------- |
| Ambrosiana-Inter   | 4:3          | Aquila      |
| Sanremese          | 2:0          | Verona      |
| Anconitana-Bianchi | 1:1 a 0:2    | Fanfulla    |
| Řím                | 2:1          | Triestina   |
| Turín              | 3:0          | Novara      |
| Neapol             | 5:2          | Sestrese    |
| Lucchese           | 0:1          | Juventus    |
| Janov              | 5:0          | Lazio       |
| Reggiana           | 2:3          | Palermo     |
| Sampierdarenese    | 1:0          | Boloňa      |
| Catania            | 3:1 v prodl. | Fiorentina  |
| Livorno            | 6:2          | Piacenza    |
| Fiumana            | 2:3          | Bari        |
| Milán              | 4:0          | Alessandria |
| Pisa               | 0:2          | Benátky     |
| Spezia             | 1:0          | Brescia     |

### Osmifinále
Zápasy byly na programu 6. a 13. května 1937.
| Domácí          | Výsledek  | Hosté            |
| --------------- | --------- | ---------------- |
| Sanremese       | 1:3       | Ambrosiana-Inter |
| Fanfulla        | 0:0 a 1:3 | Spezia           |
| Řím             | 3:1       | Turín            |
| Neapol          | 2:1       | Juventus         |
| Janov           | 4:0       | Palermo          |
| Sampierdarenese | 3:4       | Catania          |
| Livorno         | 1:2       | Bari             |
| Milán           | 2:0       | Benátky          |

### Čtvrtfinále
Zápasy byly na programu 20. a 27. května 1937.
| Domácí           | Výsledek  | Hosté   |
| ---------------- | --------- | ------- |
| Ambrosiana-Inter | 7:1       | Spezia  |
| Neapol           | 0:1       | Řím     |
| Bari             | 2:2 a 1:3 | Milán   |
| Janov            | 4:0       | Catania |

### Semifinále
Zápasy byly na programu 30. května a 2. června 1937.
| Domácí           | Výsledek  | Hosté |
| ---------------- | --------- | ----- |
| Ambrosiana-Inter | 0:2       | Řím   |
| Milán            | 1:1 a 1:2 | Janov |

### Finále
| 6. 6. 1937 16:45 CEST |       |     |                                                                              |
| Janov                 | 1 : 0 | Řím | Stadio Comunale Giovanni Berta, Florencie, Itálie rozhodčí: Francesco Mattea |
| Torti 79'             |       |     | Stadio Comunale Giovanni Berta, Florencie, Itálie rozhodčí: Francesco Mattea |

| Janov | Řím |

|                 |    |                        |  |
|                 |    |                        |  |
|                 | 1  | Manlio Bacigalupo      |  |
|                 | 2  | Paolo Agosteo          |  |
|                 | 3  | Mario Genta            |  |
|                 | 4  | Pietro Pastorino       |  |
|                 | 5  | Giuseppe Bigogno       |  |
|                 | 6  | Emanuel Fillola        |  |
|                 | 7  | Pietro Arcari          |  |
|                 | 8  | Mario Perazzolo        |  |
|                 | 9  | Luigi Torti            |  |
|                 | 10 | Luigi Scarabello       |  |
|                 | 11 | Alfredo Marchionneschi |  |
| Trenér:         |    |                        |  |
| Hermann Felsner |    |                        |  |

|                 |    |                    |  |
|                 |    |                    |  |
|                 | 1  | Cesare Valinasso   |  |
|                 | 2  | Eraldo Monzeglio   |  |
|                 | 3  | Luigi Allemandi    |  |
|                 | 4  | Evaristo Frisoni   |  |
|                 | 5  | Fulvio Bernardini  |  |
|                 | 6  | Andrea Gadaldi     |  |
|                 | 7  | Amedeo Amadei      |  |
|                 | 8  | Pietro Serantoni   |  |
|                 | 9  | Dante Di Benedetti |  |
|                 | 10 | Alfredo Mazzoni    |  |
|                 | 11 | Ernesto Tomasi     |  |
| Trenér:         |    |                    |  |
| Luigi Barbesino |    |                    |  |

## Vítěz
| Coppa Italia Vítěz pro rok 1936/1937 |
| ------------------------------------ |
| Janov CFC                            |
|                                      |

## Střelecká listina
| Pořadí | Jméno         | Klub     | Branky |
| ------ | ------------- | -------- | ------ |
| 1.     | Aldo Boffi    | Milán    | 8      |
| 2.     | Giuseppe Calò | Molfetta | 5      |
| 2.     | Fiore Cò      | Entella  | 5      |